# تاکسی نارنجی
تاکسی نارنجی فیلمی از ابراهیم وحیدزاده محصول سال ۱۳۸۷ است.

## داستان فیلم
زنی جوان با دو فرزند خردسالش، مردی با خصوصیاتی متفاوت اما خواسته‌ای به‌جا، یک افسر پلیس، یک پیرزن پرحرف و سمج و… در جزیرهٔ کیش ماجراهایی را می‌آفرینند که….